# Dassault MD 311-312-315 Flamant
Pour les articles homonymes, voir Flamant.
Le Dassault MD 311-312-315 Flamant est un avion militaire de liaison et d'entraînement développé par Dassault Aviation à la fin des années 1940. Il a été construit à 325 exemplaires, en service dans l'Armée de l'air française jusqu'en 1983, et également utilisé par quatre pays étrangers.
La vitesse de croisière est de 145 nœuds (268,5 km/h), ses deux moteurs consomment 400 litres d'essence aviation par heure.

## Histoire
En juin 1945, l'Armée de l’air française lance un appel d'offres pour un avion de liaison équipé de deux moteurs Lorraine Béarn. Marcel Dassault reprend des travaux réalisés par Bordeaux-Aéronautique (projet BA 30) pendant l'Occupation allemande, qu'il modifie. En juillet 1946, deux prototypes sont commandés par l'Armée :
- le MB 303, avion de liaison et d'entraînement au pilotage ;
- le MB 301, avion d'entraînement à la navigation et au bombardement.

Inquiet du manque de puissance des moteurs Lorraine Béarn, Dassault prend l'initiative de développer sur ses fonds propres une version MD 315 équipée de moteurs SNECMA 12S, version du moteur allemand Argus As 411 dont la fabrication a été poursuivie par Renault après 1945. Le MB 303 fait son premier vol le 10 février 1947, tandis que le MD 315 vole pour la première fois le 6 juillet 1947.
En compétition avec le SO.94 Corse et le NC 701 Martinet, le MD 315 est finalement retenu : il fait l'objet d'une première commande officielle de 65 appareils le 3 décembre 1947, puis d'une seconde de 230 avions le 3 décembre 1948, et enfin de 25 derniers exemplaires fin 1950 Un premier marché de 65 appareils est signé le 3 décembre 1947, soit, avec les prototypes, 325 avions.
À la demande de l'État, la production des avions de série est répartie de la façon suivante :
- fuselage à Toulouse par la SNCASE ;
- ailes à Rochefort par la SNCASO ;
- plans centraux à Bourges par la SNCAN ;
- empennages, ailerons et volets à Puteaux par Morane-Saulnier.

Enfin, à Talence, Dassault prend en charge la coordination, l'assemblage général, la mise au point, les essais en vol et la livraison.
Le premier MD 315 (Flamant I) de série est réceptionné le 27 février 1949 par l'Armée de l'air française, qui donna ce nom à l'avion. Cette version initiale est suivie par d'autres variantes :
- le MD 312 (Flamant II), à double commande pour l'entraînement au pilotage, qui fait son premier vol le 27 avril 1950.
- le MD 311 (Flamant III), avec un nez vitré pour l'entraînement à la navigation et au bombardement, qui fait son premier vol le 29 mars 1948.

Les livraisons prennent fin en 1954. Cependant, l'enquête sur l'accident du MD 315 no 48 survenu le 6 juin 1954 révèle une faiblesse structurelle au niveau du fuselage. Interdits de vol, les avions sont progressivement renvoyés en usine à partir de fin 1955 pour renforcement, opération qui se termine en 1958 et leur vaut la désignation de MD 315R ("R" pour "Renforcé").
Mis en service officiellement en 1951, les Flamant seront utilisés par l'Armée de l'air française jusqu'en 1983, date à laquelle ils sont remplacés par des Embraer EMB-121 Xingu dans leur rôle d'avion-école.
Également en 1951, les Français cèdent quelques Flamant pour équiper la nouvelle armée vietnamienne de l'empereur Bảo Đại, leur allié contre le Vietminh dans la guerre d'Indochine.
Dans les années 1950, Dassault développe plusieurs prototypes destinés au marché civil : MD 316X (premier vol le 19 juillet 1952), MD 316T (premier vol le 7 juin 1953) et MD 312B (premier vol le 20 février 1954). Aucune commande ne sera cependant obtenue pour ces versions.
En 2023 il reste encore 8 Flamants encore en état de vol, tous basés en France et maintenus par des associations bénévoles.

## Engagements
Les MD 311 et MD 315 de l'Armée de l'air française ont été engagés lors de la guerre d'Algérie, notamment pour des missions d'attaques, armés de mitrailleuses, bombes et roquettes. Quelques exemplaires ont emporté des missiles Nord SS.11. Six ont été déployés pour stopper le coup d'État de 1964 au Gabon.

## Variantes
- MD 311 : avion d'entrainement à la navigation et au bombardement (nez transparent, 1 pilote, 40 exemplaires construits, no 254 à 293)

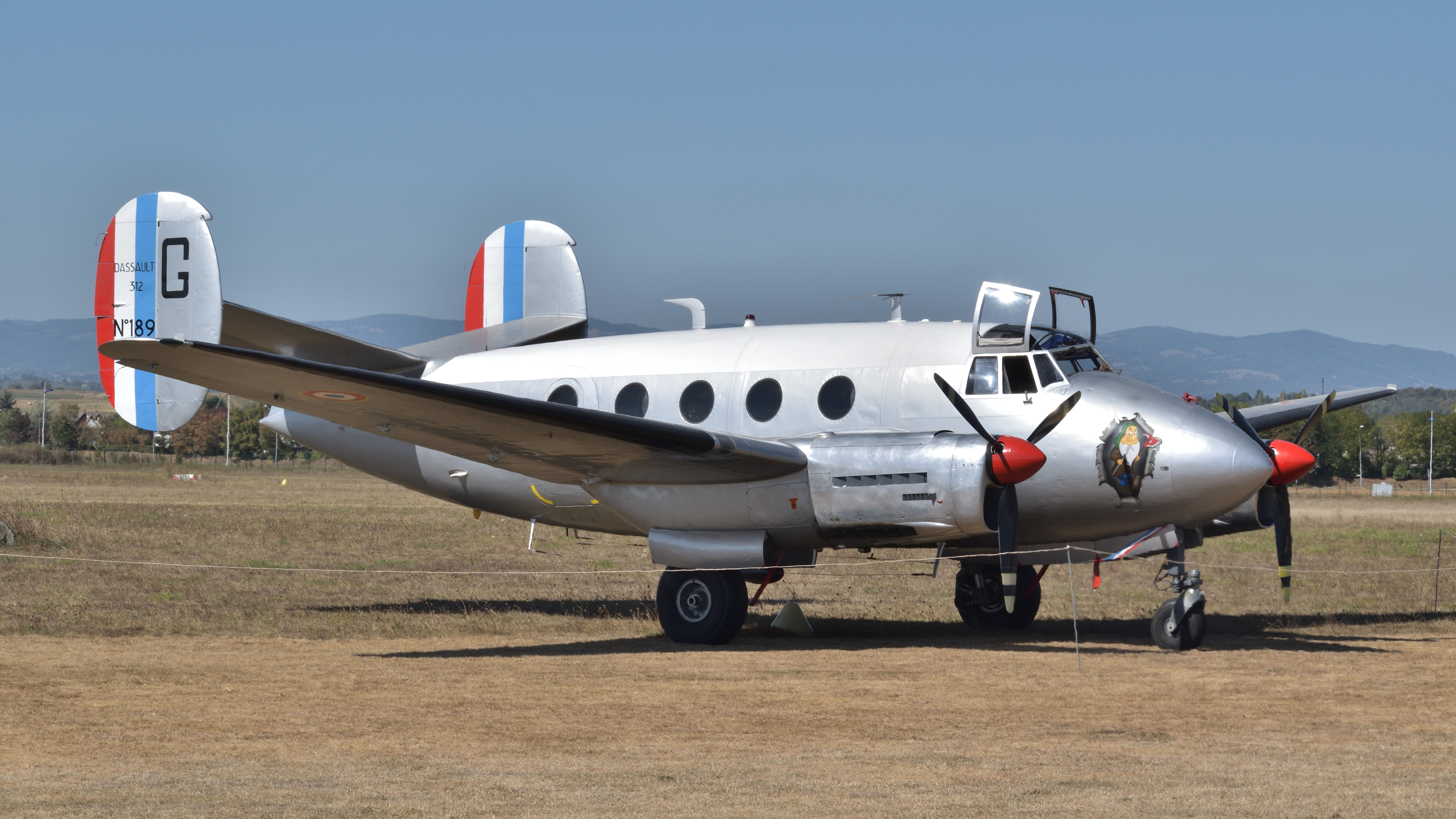
MD 312 n°189 des Ailes Anciennes de Corbas

- MD 312 n°189 des Ailes Anciennes de CorbasMD 312 : avion de liaison et d'entrainement au pilotage (nez plein, double commande, 118 exemplaires construits, no 137 à 253)
- MD 312B : 1 prototype (fuselage raccourci, mono-dérive)
- MD 312M : avion de liaison pour la Marine nationale française (25 exemplaires construits, no 294 à 318)
- MD 315 : avion destiné aux missions d’outre-mer (police, reconnaissance, etc.) et aux missions sanitaires (capacité d'emport d'armement, 1 pilote, 136 exemplaires construits, no 1 à 136)
- MD 315R : cellule renforcée et équipement de radionavigation modernisé (120 MD 315 modifiés).
- MD 315 Radar : 3 exemplaires du MD 315 équipés à partir de 1953 d'un radar A1Mk10 pour l'entrainement des équipages de Meteor NF-11 puis, à partir de 1957, d'un radar DRAC-25A pour l'entrainement des équipages de Vautour IIN
- MD 316X : 1 prototype (propulseurs SNECMA 14X de 840 cv)
- MD 316T : 1 prototype (mono-dérive, fuselage allongé, propulseurs Wright R-1300 Cyclone de 800 cv)

## Utilisateurs
- France
  - Armée de l'air
  - Marine nationale

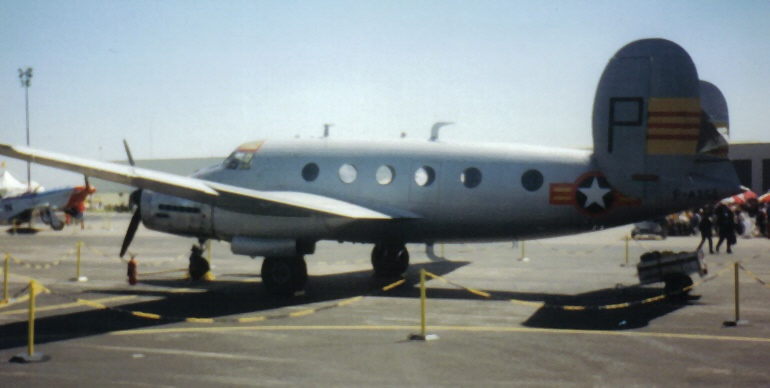
Dassault Flamant à Rouen-Boos en 1997

- Tunisie : une dizaine d'exemplaires ex-Armée de l'air
- Madagascar : 6 avions ex-Armée de l'air
- Cambodge
- Cambodge : 5 avions ex-Armée de l'air
- État du Viêt Nam : 50 exemplaires ex-Armée de l'air[réf. nécessaire]

## Préservation
MD 311
- n°260 : Maintenu en état de vol par l'Amicale des avions anciens d'Albert basé sur l'Aéroport International Amiens - Henry Potez[6].
- n°275 : Préservé au Musée de l’Épopée de l'Industrie et de l'Aéronautique d'Albert[7].
- n°282 : d'abord maintenu en vol par l'association Memorial Flight, l'avion est exposé en statique devant l'usine Dassault de Mérignac depuis 2010[8]

MD 312
- n°158 : Arrêté de vol en 2019 et préservé par l'Amicale des avions anciens d'Albert[6].
- n°189 : Maintenu en état de vol apr les Ailes Anciennes de Corbas[9].
- n°191 : Préservé par Conservatoire d’Aéronefs Non Opérationnels Préservés et Exposés (CANOPEE) sur l'ancienne base aérienne de Châteaudun[10],[11].
- n°212 : Préservé par le Conservatoire de l'air et de l'espace d'Aquitaine à Bordeaux-Mérignac[12]
- n°220 : Préservé chez un particulier à Pouy-de-Touges après être resté des années à l'abandon sur l'aérodrome de Castelnau-Magnoac[13].
- n°227 : Préservé en exposition statique par l'association Ailes Anciennes Toulouse. Arrivé en vol en 1983[14], il a restauré en 2024.
- n°228 : Préservé en exposition statique au musée européen de l'Aviation de chasse de Montélimar[15].
- n°240 : Maintenu en état de vol par l'association Albert Vintage Aircraft

## Dans la culture populaire

### Cinéma
- 1956 : Si tous les gars du monde
- 1957 : Les suspects
- 1970 : La promesse de l'aube
- 1983 : Le grand carnaval
- 1986 : Mauvais sang
- 1999 : Belle maman[16]

### Télévision
- 1967 : Les Chevaliers du ciel

### Spectacle
- Depuis 2021  : apparition dans la Cinéscénie du Puy du Fou